# Túnel de la Calle Clark
El Túnel de la Calle Clark es transitado por los trenes de los servicios 2 y 3 del metro de la ciudad de Nueva York bajo el East River entre Manhattan, Nueva York y Brooklyn, Nueva York.  El túnel había sido abierto a las 12:40am del día martes del 15 de abril de 1919 para propósitos de ingresos. El túnel tiene una longitud de 5,900 pies, y 3,100 pies pasan bajo el agua. 
- Datos: Q9090904
- Multimedia: Clark Street Tunnel / Q9090904